# Pierangeli Llinás
Pierangeli Llinás (Barranquilla, 1964) es una actriz colombiana que inició su carrera a los 14 años de edad.

## Biografía
Su primera caracterización fue un filme Colombo- Alemán
- Respetables Delincuentes (1978)
- El Corsario Negro (1976)
- Estefanía (1979)
- Buenos días, Isabel (1980)
- Pero sigo siendo el rey (1984)
- Cascabel (1987)
- Lola Calamidades.  (1987)
- Mi Sangre aunque Plebeya (1988)
- Me estás Haciendo Falta (1989)
- Fuego verde (1996)
- Pandillas,guerra y paz (1999)

Entre otros: Bolívar ( Nicolasa Ibanez ), Molinos del Viento, El Despertar , Mabel Valdez, Caso Juzgados, Dialogando, Supenso 7:30 , Semillas de Mostaza, Momposina, Huracán, Candela, Dios se lo Pague, Padres he Hijos, Pandillas Guerra y Paz, Gata Salvaje, El Regreso Django, Comedie Central, The King of Salsa y recientemente en  Carmen G como actriz y productora. 

## Teatro
- Pantaleón y las visitadoras
- El mártir del calvario
- Acto único para un loco
- Revolución
- El Gato con Botas

## Galardones
- Nominada al premio de la consagración a los 15 años.
- Premio de Cine de la Gran Manzana (2009) a la excelencia, por su contribución al cine Latino - Americano en U.S.A.
- Premio Arte como la mejor actriz del área Tri-estatal en New York, New Jersey y Connecticut.
- Premio A.C.E ( Asociación de Cronistas del Espectáculo de Nueva York)
- Universal Film Festival - Best Director
- Budapest Film Festival - Best Cinematography & Composition
- State of New York Executive Chamber, David A. Paterson/  Recognition for your valuable contributions to our cultural landscape.
- Festival de Cine de Bogotá - Best Film